# 3924 Birch
3924 Birch је астероид главног астероидног појаса чија средња удаљеност од Сунца износи 2,698 астрономских јединица (АЈ).
Апсолутна магнитуда астероида је 12,0.